# Handover
Nell'ambito delle comunicazioni telematiche wireless, per handover si intende la procedura per la quale viene cambiato il canale usato dalla connessione di un terminale mobile alla rete wireless mantenendo attiva la comunicazione. 
Nell'ambito della telefonia mobile con il termine "handover" (o handoff) si intende la procedura per la quale un terminale mobile cambia il canale (frequenza e slot di tempo) che sta utilizzando durante una comunicazione, mantenendo attiva la comunicazione stessa. 
Nelle wireless local area network, si intende la procedura per la quale un terminale sposta la sua associazione da un access point ad un altro.

## Tipologie di handover nella telefonia mobile
Si distinguono vari tipi di handover:
- Localizzazione del canale Target :
  - Intracell handover: il canale nuovo su cui si accamperà il terminale appartiene alla stessa cella del canale vecchio.
  - Intercell handover: il canale nuovo su cui si accamperà il terminale appartiene ad una cella diversa rispetto a quella del canale vecchio, ma con lo stesso Base Station Controller (BSC).
  - External handover: il canale nuovo su cui si accamperà il terminale appartiene ad una cella diversa rispetto a quella del canale vecchio e controllata da un BSC diverso.

- Causa dell'handover:
  - Forced handover: sono handover comandati dal BSC che vengono effettuati tipicamente durante procedure di ottimizzazione dell'uso dei canali o per agevolare servizi quali il GPRS o l'EDGE.
  - handover per qualità: sono gli handover più importanti. Tali handover vengono eseguiti quando il dispositivo mobile non riesce più a rimanere "agganciato" ad una data cella e si sposta quindi su un'adiacente per mantenere attiva la chiamata che si sta eseguendo.
  - handover per power-budget: sono handover che si eseguono per portare il dispositivo mobile su una cella che gli permette di consumare meno batteria nella trasmissione.

## Confronto GSM/UMTS
A livello della rete GSM, la modalità di gestione dell'handover è di tipo hard, ovvero prima dell'assegnazione della nuova risorsa, è necessario rilasciare quella in uso (il fastidioso effetto click negli spostamenti in auto) e quindi la QoS è direttamente legata alla velocità con cui viene eseguita l'operazione (~ 400 ms).
Nelle reti UMTS, invece, sfruttando la funzionalità di Macrodiversità, ovvero la possibilità di ricevere segnali da più celle contemporaneamente (il che produce il vantaggio di poter usare minore potenza in emissione e conseguentemente avere minori problemi di interferenza) si opera il soft - handover, in cui la riallocazione di risorse, avviene senza la necessità di rilascio della risorsa precedente.

## Handover e interoperabilità
I moderni terminali radiomobili hanno inoltre le capacità di agganciarsi ai vari sistemi di comunicazione radiomobile disponibili su un territorio, grazie a procedure di switching automatico da un sistema all'altro e a più dispositivi di ricetrasmissione, cioè avere dunque disponibili più forme di connettività in funzione della qualità stimata della trasmissione nei vari sistemi rilevati e/o dei costi. 
Queste funzionalità sono a loro volta rese possibili dall'interoperabilità tra le tecnologie wireless esistenti grazie ad opportune procedure di handover da un sistema ad un altro che tentano il più possibile di mantenere in vita una stessa sessione di navigazione, pur nella diversa qualità di servizio offerta.
In particolare se l'handover avviene tra sistemi wireless di capacità equivalente si parla di handover orizzontale, se avviene tra sistemi wireless diversi (es. da UMTS a Wi-Fi) a gerarchia diversa si parla di handover verticale.